# Cupa UEFA 1981-1982
Cupa UEFA 1981-1982 a fost căștigată de IFK Göteborg în fața clubului Hamburger SV.

## Prima rundă
| Echipa #1                  | Total  | Echipa #2                | Tur           | Retur         |
| -------------------------- | ------ | ------------------------ | ------------- | ------------- |
| 1. FC Kaiserslautern       | 3–1    | Akademik Sofia           | 1–0 (Detalii) | 2–1 (Detalii) |
| 1. FC Magdeburg            | 3–3(a) | Borussia Mönchengladbach | 3–1 (Detalii) | 0–2 (Detalii) |
| Adanaspor                  | 2–7    | Internazionale           | 1–3 (Detalii) | 1–4 (Detalii) |
| APOEL FC                   | 1–5    | FC Argeș Pitești         | 1–1 (Detalii) | 0–4 (Detalii) |
| Aris Thessaloniki FC       | 8–2    | Sliema Wanderers FC      | 4–0 (Detalii) | 4–2 (Detalii) |
| AS Monaco                  | 4–6    | Dundee United FC         | 2–5 (Detalii) | 2–1 (Detalii) |
| Boavista FC                | 5–4    | Atlético Madrid          | 4–1 (Detalii) | 1–3 (Detalii) |
| Bryne F.K.                 | 2–3    | FC Winterslag            | 0–2 (Detalii) | 2–1 (Detalii) |
| Dinamo București           | 4–2    | PFK Levski Sofia         | 3–0 (Detalii) | 1–2 (Detalii) |
| FC Bohemians Praha         | 0–2    | Valencia CF              | 0–1 (Detalii) | 0–1 (Detalii) |
| FC Haka                    | 2–7    | IFK Göteborg             | 2–3 (Detalii) | 0–4 (Detalii) |
| FC Nantes Atlantique       | 3–5    | SC Lokeren               | 1–1 (Detalii) | 2–4 (Detalii) |
| FC Spartak Moscova         | 6–2    | Club Brugge              | 3–1 (Detalii) | 3–1 (Detalii) |
| Zenit Leningrad            | 2–6    | Dynamo Dresda            | 1–2 (Detalii) | 1–4 (Detalii) |
| Feyenoord Rotterdam        | 3–1    | Szombierki Bytom         | 2–0 (Detalii) | 1–1 (Detalii) |
| Grasshopper Club Zürich    | 4–1    | West Bromwich Albion FC  | 1–0 (Detalii) | 3–1 (Detalii) |
| Hajduk Split               | 5–3    | VfB Stuttgart            | 3–1 (Detalii) | 2–2 (Detalii) |
| Hamburger SV               | 6–4    | FC Utrecht               | 0–1 (Detalii) | 6–3 (Detalii) |
| Ipswich Town FC            | 2–4    | Aberdeen FC              | 1–1 (Detalii) | 1–3 (Detalii) |
| K.S.K. Beveren             | 8–0    | Linfield FC              | 3–0 (Detalii) | 5–0 (Detalii) |
| Víkingur                   | 0–8    | FC Girondins de Bordeaux | 0–4 (Detalii) | 0–4 (Detalii) |
| KS Dinamo Tirana           | 1–4    | FC Carl Zeiss Jena       | 1–0 (Detalii) | 0–4 (Detalii) |
| Limerick United            | 1–4    | Southampton FC           | 0–3 (Detalii) | 1–1 (Detalii) |
| Malmö FF                   | 5–1    | Wisła Cracovia           | 2–0 (Detalii) | 3–1 (Detalii) |
| Napoli                     | 2–2(a) | Radnički Niš             | 2–2 (Detalii) | 0–0 (Detalii) |
| Neuchâtel Xamax            | 6–3    | AC Sparta Praga          | 4–0 (Detalii) | 2–3 (Detalii) |
| Panathinaikos              | 0–3    | Arsenal FC               | 0–2 (Detalii) | 0–1 (Detalii) |
| PSV Eindhoven              | 8–2    | Naestved BK              | 7–0 (Detalii) | 1–2 (Detalii) |
| SK Rapid Viena             | 4–2    | Videoton FC Fehérvár     | 2–2 (Detalii) | 2–0 (Detalii) |
| SK Sturm Graz              | (a)2–2 | PFC ȚSKA Moscova         | 1–0 (Detalii) | 1–2 (Detalii) |
| Sporting Clube de Portugal | 11–0   | FA Red Boys Differdange  | 4–0 (Detalii) | 7–0 (Detalii) |
| Tatabánya FC               | 2–2(a) | Real Madrid              | 2–1 (Detalii) | 0–1 (Detalii) |

### Prima manșă
| Adanaspor       | 1–3 | Internazionale                    |
| --------------- | --- | --------------------------------- |
| Özer 11' (pen.) |     | Serena 60' Bini 77' Altobelli 89' |

| Napoli                         | 2–2 | Radnički Niš                |
| ------------------------------ | --- | --------------------------- |
| Damiani 69' (pen.) Musella 81' |     | Stoiljković 71' Aleksić 79' |

| Neuchâtel Xamax                                   | 4–0 | AC Sparta Praga |
| ------------------------------------------------- | --- | --------------- |
| Lüthi 8', 80' Pellegrini 22' Trinchero 30' (pen.) |     |                 |

### A doua manșă
| Internazionale                                    | 4–1 | Adanaspor |
| ------------------------------------------------- | --- | --------- |
| Beccalossi 19' Bagni 52' Serena 73' Altobelli 80' |     | Ahmet 86' |

Internazionale s-a calificat cu scorul general de 7–2.
| Radnički Niš | 0–0 | Napoli |
| ------------ | --- | ------ |
|              |     |        |

Radnički Niš 2–2 Napoli . Radnički Niš s-a calificat cu scorul general de datorită golului marcat în deplasare.
| AC Sparta Praga                   | 3–2 | Neuchâtel Xamax                     |
| --------------------------------- | --- | ----------------------------------- |
| Griga 66', 86' Jarolím 82' (pen.) |     | Trinchero 22' (pen.) Pellegrini 40' |

Neuchâtel Xamax s-a calificat cu scorul general de 6–3.

## A doua rundă
| Echipa #1                | Total  | Echipa #2                  | Tur           | Retur              |
| ------------------------ | ------ | -------------------------- | ------------- | ------------------ |
| Aberdeen FC              | 5–2    | FC Argeș Pitești           | 3–0 (Detalii) | 2–2 (Detalii)      |
| Aris Thessaloniki FC     | 1–5    | SC Lokeren                 | 1–1 (Detalii) | 0–4 (Detalii)      |
| Borussia Mönchengladbach | 2–5    | Dundee United FC           | 2–0 (Detalii) | 0–5 (Detalii)      |
| FC Girondins de Bordeaux | 2–3    | Hamburger SV               | 2–1 (Detalii) | 0–2 (Detalii)      |
| FC Spartak Moscova       | 2–5    | 1. FC Kaiserslautern       | 2–1 (Detalii) | 0–4 (Detalii)      |
| Feyenoord Rotterdam      | 3–2    | Dynamo Dresda              | 2–1 (Detalii) | 1–1 (Detalii)      |
| Grasshopper Club Zürich  | 2–2(p) | Radnički Niš               | 2–0 (Detalii) | 0–2 (Detalii)      |
| Internazionale           | 3–4    | Dinamo București           | 1–1 (Detalii) | 2–3(aet) (Detalii) |
| FC Winterslag            | (a)2–2 | Arsenal FC                 | 1–0 (Detalii) | 1–2 (Detalii)      |
| K.S.K. Beveren           | 4–4(a) | Hajduk Split               | 2–3 (Detalii) | 2–1 (Detalii)      |
| Malmö FF                 | 0–2    | Neuchâtel Xamax            | 0–1 (Detalii) | 0–1 (Detalii)      |
| Real Madrid              | 3–2    | FC Carl Zeiss Jena         | 3–2 (Detalii) | 0–0 (Detalii)      |
| SK Rapid Viena           | (a)2–2 | PSV Eindhoven              | 1–0 (Detalii) | 1–2 (Detalii)      |
| SK Sturm Graz            | 4–5    | IFK Göteborg               | 2–2 (Detalii) | 2–3 (Detalii)      |
| Southampton FC           | 2–4    | Sporting Clube de Portugal | 2–4 (Detalii) | 0–0 (Detalii)      |
| Valencia CF              | 2–1    | Boavista FC                | 2–0 (Detalii) | 0–1 (Detalii)      |

### Prima manșă
| Internazionale | 1–1 | Dinamo București |
| -------------- | --- | ---------------- |
| Pasinato 23'   |     | Custov 38'       |

### A doua manșă
| Dinamo București                      | 3 – 2 (a.e.t.) | Internazionale             |
| ------------------------------------- | -------------- | -------------------------- |
| Georgescu 31' augustin 101' Orac 107' |                | Altobelli 46' Prohaska 96' |

Dinamo București s-a calificat cu scorul general de 4–3.

## Optimi
| Echipa #1                  | Total | Echipa #2            | Tur           | Retur         |
| -------------------------- | ----- | -------------------- | ------------- | ------------- |
| Aberdeen FC                | 4–5   | Hamburger SV         | 3–2 (Detalii) | 1–3 (Detalii) |
| IFK Göteborg               | 4–1   | Dinamo București     | 3–1 (Detalii) | 1–0 (Detalii) |
| FC Winterslag              | 0–5   | Dundee United FC     | 0–0 (Detalii) | 0–5 (Detalii) |
| SC Lokeren                 | 2–4   | 1. FC Kaiserslautern | 1–0 (Detalii) | 1–4 (Detalii) |
| Radnički Niš               | 2–1   | Feyenoord Rotterdam  | 2–0 (Detalii) | 0–1 (Detalii) |
| SK Rapid Viena             | 0–1   | Real Madrid          | 0–1 (Detalii) | 0–0 (Detalii) |
| Sporting Clube de Portugal | 0–1   | Neuchâtel Xamax      | 0–0 (Detalii) | 0–1 (Detalii) |
| Valencia CF                | 6–5   | Hajduk Split         | 5–1 (Detalii) | 1–4 (Detalii) |

## Sferturi
| Echipa #1        | Total | Echipa #2            | Tur           | Retur         |
| ---------------- | ----- | -------------------- | ------------- | ------------- |
| Dundee United FC | 2–3   | Radnički Niš         | 2–0 (Detalii) | 0–3 (Detalii) |
| Hamburger SV     | 3–2   | Neuchâtel Xamax      | 3–2 (Detalii) | 0–0 (Detalii) |
| Real Madrid      | 3–6   | 1. FC Kaiserslautern | 3–1 (Detalii) | 0–5 (Detalii) |
| Valencia CF      | 2–4   | IFK Göteborg         | 2–2 (Detalii) | 0–2 (Detalii) |

## Semifinale
| Echipa #1            | Total | Echipa #2    | Tur           | Retur              |
| -------------------- | ----- | ------------ | ------------- | ------------------ |
| 1. FC Kaiserslautern | 2–3   | IFK Göteborg | 1–1 (Detalii) | 1–2(aet) (Detalii) |
| Radnički Niš         | 3–6   | Hamburger SV | 2–1 (Detalii) | 1–5 (Detalii)      |

## Finala
| Echipa #1    | Total | Echipa #2    | Tur           | Retur         |
| ------------ | ----- | ------------ | ------------- | ------------- |
| IFK Göteborg | 4–0   | Hamburger SV | 1–0 (Detalii) | 3–0 (Detalii) |